# Convergenza e Unione
Convergenza e Unione (Convergència i Unió, CiU) è stata una federazione (e prima una coalizione) di partiti politici attiva in Spagna nella comunità autonoma di Catalogna dal 1978 al 2015. La componevano:
- Convergenza Democratica di Catalogna (CDC), di ispirazione liberal-democratica;
- Unione Democratica di Catalogna (UDC), di matrice cristiano-democratica.

## Storia
La coalizione è stata costituita nel 1978 e ha debuttato in occasione delle elezioni generali del 1979, allorché ottenne otto seggi.
Il 1980 segna l'inizio dell'egemonia di CiU nella politica catalana. L'alleanza guidata da Jordi Pujol ottiene 43 seggi al parlamento catalano e la guida del governo regionale, che manterrà fino al 2003. Alle elezioni politiche del 1982 e del 1986 l'alleanza conferma la propria posizione di terza forza politica al Congresso nazionale.
Alle elezioni comunali del 1999 CiU ottiene ben 602 sindaci e riesce alle elezioni europee a presentare un'unica lista con tutti gli altri partiti autonomisti catalani. 

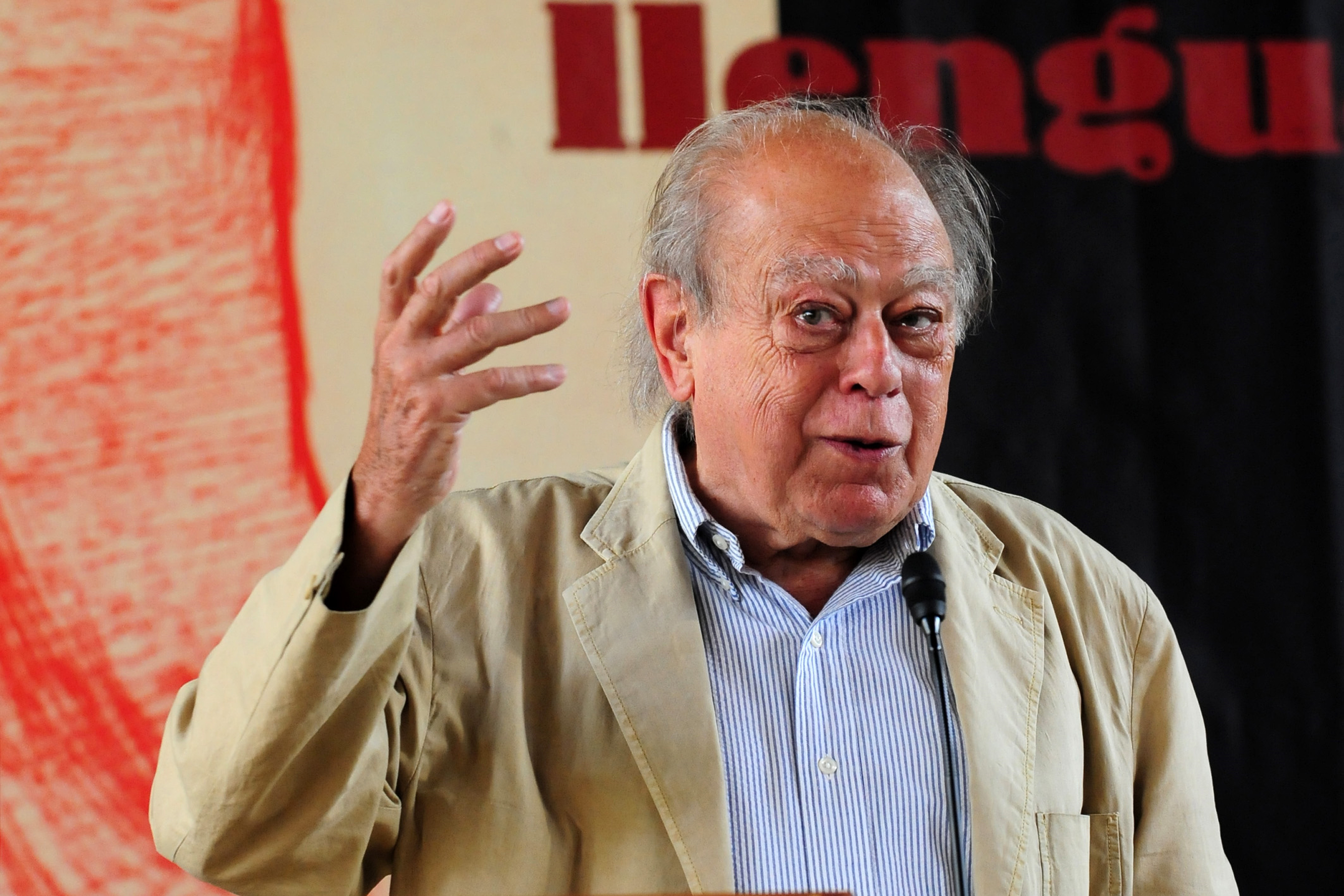
Jordi Pujol, Presidente della Catalogna dal 1980 al 2003 e leader di Convergenza e Unione fino al 2003.

Nel 2001 CiU si è data un nuovo statuto trasformandosi in una vera e propria federazione.
Nel 2003, CiU presenta una nuova proposta di Statuto regionale decisamente più autonomista ed alle elezioni amministrative, dopo il ricambio di un terzo dei candidati, ottiene 525 sindaci.

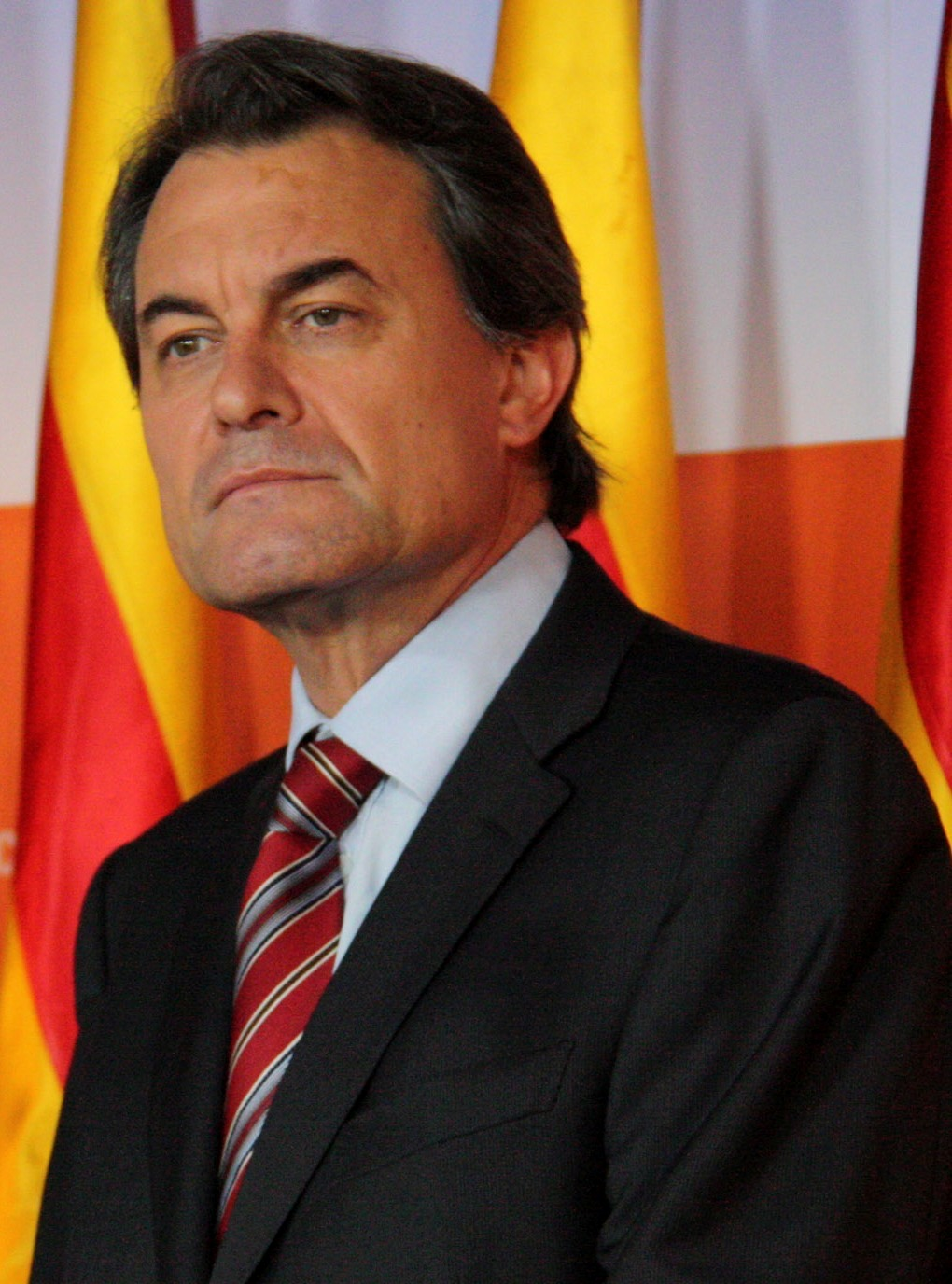
Artur Mas leader di Convergenza e Unione dal 2003 al 2015 e presidente della Catalogna dal 2010 al 2016.

Alle elezioni regionali, si presenta il nuovo leader Artur Mas e CiU si conferma prima forza politica con 43 seggi. Ciò nonostante il governo passa alla sinistra composta da Socialisti, Sinistra Repubblicana e Verdi.
Alle elezioni europee del 2004 CiU aderisce alla lista GalEusCa-Pobles d'Europa che riunisce alcuni partiti autonomisti catalani, baschi e galiziani, ma che elegge un solo eurodeputato. Nel 2006, CiU, il Partito Nazionalista Basco ed il Blocco Nazionalista Galiziano danno vita ad una comune piattaforma programmatica ed all'associazione Galeusca che ha il compito di contribuire alla diffusione di una cultura non solo pluralista, ma plurinazionale ed autonomista.
Alle elezioni regionali catalane del 2006, la lista unitaria di CiU ha conquistato il 31,5% dei voti (+ 0,6%) e ha ottenuto 48 seggi, 2 in più. Ciò nonostante CiU è rimasta all'opposizione nei confronti del governo di centro-sinistra, composto da Socialisti, Sinistra Unita e Alternativa, Sinistra Repubblicana e Verdi.
Nel 2010, alle elezioni regionali catalane, la lista di CiU ha ottenuto il 38,5% dei voti (+7%), risultando nettamente prima ed ottenendo 68 seggi su 135: la maggioranza assoluta le permette di tornare al governo dopo sette anni di opposizione.
Dopo momenti di tensione e disaccordi tra i leader dei due partiti che formano la federazione, soprattutto a causa delle elezioni del 27 settembre 2015 e della definizione della tabella di marcia verso il processo indipendentista, il momento più teso si consuma all'indomani dei risultati del referendum tenuto da UDC il 14 giugno del 2015 con il quale il partito approva una propria tabella di marcia - che non prevede l'indipendenza ma una terza via - con il 50,5% dei voti. All'esito del referendum, CDC fa seguire un ultimatum di tre giorni a UDC affinché decida se seguire o meno il programma concordato tra la federazione, ERC e il Presidente della Generalitat. 
UDC risponde all'ultimatum mercoledì 17 giugno con l'uscita dal governo di tre propri consiglieri (Joana Ortega, Ramon e Josep Maria Pelegri Espadaler).
Il 18 giugno 2015 il Segretario Generale di CDC Josep Rull annuncia con una conferenza stampa la fine della federazione, auspicando una separazione "senza drammi" ma affermando che era stata ormai imboccata "una via di non ritorno".

## Risultati elettorali
| Data | Voti      | Voti | Voti | Seggi | Seggi | Status      |
| Data | #         | %    | ±pp  | #     | ±     | Status      |
| ---- | --------- | ---- | ---- | ----- | ----- | ----------- |
| 1980 | 752,943   | 27,8 | -    | 43    | -     | Governo     |
| 1984 | 1,346,729 | 46,8 | 19   | 72    | 29    | Governo     |
| 1988 | 1,232,514 | 45,7 | 1    | 69    | 3     | Governo     |
| 1992 | 1,221,233 | 46,2 | 0,5  | 70    | 1     | Governo     |
| 1995 | 1,320,071 | 40,9 | 5,3  | 60    | 10    | Governo     |
| 1999 | 1,178,420 | 37,7 | 3,2  | 56    | 4     | Governo     |
| 2003 | 1,024,425 | 30,9 | 6,8  | 46    | 10    | Opposizione |
| 2006 | 935,756   | 31,5 | 0,6  | 48    | 2     | Opposizione |
| 2010 | 1,202,830 | 38,4 | 6,9  | 62    | 14    | Governo     |
| 2012 | 1,116,259 | 30,7 | 7,7  | 50    | 12    | Governo     |

| Data | Voti      | Voti | Voti | Seggi | Seggi | Status                                          |
| Data | #         | %    | ±pp  | #     | ±     | Status                                          |
| ---- | --------- | ---- | ---- | ----- | ----- | ----------------------------------------------- |
| 1979 | 483,353   | 2,7  | 0,1  | 8     | 3     | Opposizione (sostegno esterno dal 1980 al 1981) |
| 1982 | 772,726   | 3,7  | 1,0  | 12    | 4     | Opposizione                                     |
| 1986 | 1,014,258 | 5,0  | 1,3  | 18    | 6     | Opposizione                                     |
| 1989 | 1,032,243 | 5,0  | 0,0  | 18    | 0     | Opposizione                                     |
| 1993 | 1,165,783 | 4,9  | 0,1  | 17    | 1     | Opposizione (sostegno esterno dal 1993 al 1995) |
| 1996 | 1,151,633 | 4,6  | 0,3  | 16    | 1     | Opposizione (sostegno esterno)                  |
| 2000 | 970,421   | 4,2  | 0,4  | 15    | 1     | Opposizione                                     |
| 2004 | 835,471   | 3,2  | 1,0  | 10    | 5     | Opposizione                                     |
| 2008 | 779,425   | 3,0  | 0,2  | 10    | 0     | Opposizione                                     |
| 2011 | 1,015,691 | 4,2  | 1,2  | 16    | 6     | Opposizione                                     |